# Alexander Graf
Alexander Graf (nascut Александр Ненашев, Aleksandr Nenàixev, a Taixkent el 25 d'agost de 1962) és un jugador d'escacs alemany, Gran Mestre, que fou campió d'Alemanya el 2004.
A la llista d'Elo de la FIDE del novembre de 2020, hi tenia un Elo de 2569 punts, cosa que en feia el jugador número 20 (en actiu) d'Alemanya. El seu màxim Elo va ser de 2661 punts, a la llista de juliol de 2004 (posició 46 al rànquing mundial).

## Biografia
Graf va néixer a Taixkent quan la ciutat formava part de la República Socialista Soviètica de l'Uzbekistan, dins la Unió Soviètica). L'any 2000 va anar a viure a Alemanya, on va canviar el seu cognom i es va nacionalitzar.

## Resultats destacats en competició
Encara jugant com a Nenashev, guanyà l'edició de 1989 del Campionat de l'Uzbekistan, i fou 5è al darrer Campionat de l'URSS, a Moscou 1991. El 1992 participà, representant l'Uzbekistan, a l'Olimpíada de Manila, on hi obtingué una medalla d'or per la seva actuació individual al tercer tauler, i una medalla de bronze per equips. El 1996 guanyà en solitari l'Obert de Cappelle la Grande a França.
El 2000, ja a alemanya, fou 2n al Campionat d'Alemanya (rere el campió Robert Rabiega). El 2002 guanyà a Skopje i a Dresden. El 2003 obtingué la medalla de bronze al Campionat d'Europa individual a Istanbul. El 2004 fou Campió d'Alemanya, a Höckendorf, per damunt de Jan Gustafsson. També el 2004, fou segon al fort XVII Memorial Carlos Torre a Mérida (Mèxic), on perdé a la final contra Vassil Ivantxuk per 2-0. El febrer de 2005 fou tercer al campionat d'Alemanya, per darrer del campió Artur Iussúpov i de Jan Gustafsson. El 2005 obtingué la medalla d'or individual al Campionat d'Europa d'escacs per equips. El 2006, fou 1r a Nuremberg.